# Thomas Adelskov
Thomas Strecker Lerbak Adelskov (født 25. juni 1964) er en dansk socialdemokratisk politiker, der frem til 31. december 2025 er byrådsmedlem i Odsherred Kommune, hvor han er tidligere borgmester i Odsherred Kommune. Han er desuden tidligere folketingsmedlem.

## Civilt liv
Adelskov tog 10. klasses afgangseksamen fra Nordgårdsskolen i Nykøbing Sjælland i 1982. Han blev student fra Odsherreds Gymnasium i 1984 og læste efterfølgende læreruddannelsen (uafsluttet) ved Blågård Statsseminarium i perioden 1988 - 1993.
Han har haft job som uddannelsespolitisk sekretær ved DSU i perioden 1985-88 og efter lærerseminariet som lærer ved Sofieskolen i Bagsværd i 1994 og i 1995 som daghøjskolelærer ved Odsherred Daghøjskole med undervisning i EDB, jobsøgning, personlig udvikling m.m.

## Politisk karriere
Adelskovs politiske karriere begyndter i DSU, hvor han var amtsformand i Vestsjælland 1984-85. Samtidig var han næstformand i Danske Gymnasieelevers Sammenslutning. Han var medlem af ledelsen i Danmark 92, som var en forløber for Junibevægelsen. I 1999 blev han formand for Socialdemokraternes lokale partiforening i Nykøbing Sjælland. I perioden 1992 til 1998 var han folketingskandidat i Nykøbing Sjælland-kredsen og fra 2000 i Holbækkredsen.
Hans tid som medlem af Folketinget begyndte med, at han i flere korte perioder var stedfortræder, indtil han i 2001 blev indvalgt.
11. december 2007 stemte han, sammen med Klaus Hækkerup og Julie Skovsby, for en folkeafstemning om EU-traktaten og dermed imod partiets holdning.

### Kommunalpolitik
I marts 2008 kom det frem, at han ville stille op til borgmesterposten i Odsherred Kommune ved kommunalvalget i 2009. Han blev valgt til borgmester med støtte fra Socialdemokraterne, Socialistisk Folkeparti og Dansk Folkeparti, der tilsammen havde på 16 ud af 25 mandater i byrådet.
Ved kommunalvalget den 19. november 2013 gik Thomas Adelskovs støtter fra første valgkamp i 2009 tilsammen tilbage med tre mandater. SF endte med ét mandat (tre i 2009) og Dansk Folkepati med to (tre i 2009). Adelskov gik dog frem med to mandater og var støttet af 15 ud af 25 mandater. Han fik hurtigt en bred konstituering på plads.
Trods et pænt personligt valg i 2021 tabte Thomas Adelskov magten til Karina Vincents, der var nyvalgt for lokallisten Nyt Odsherred.
Han meddelte i marts 2024, at denne valgperiode i byrådet bliver hans sidste.